# Vasco Matos
Vasco Miguel Lopes de Matos, nascido em 10 de outubro de 1980, foi um jogador profissional de futebol português que desempenhou a função de extremo. Atualmente, é o treinador do Santa Clara, clube que compete na Liga Portugal.
Durante a maior parte da sua carreira, competiu na segunda divisão do seu país, tendo jogado 272 partidas e marcado 14 golos por seis clubes diferentes. Na Primeira Liga, participou em 21 jogos e marcou três golos ao serviço do Vitória de Setúbal e do Beira-Mar.

## Carreira de jogador
Nascido na Brandoa, na Amadora, no distrito de Lisboa, Matos deu os primeiros passos no mundo do futebol aos oito anos, no CF Estrela da Amadora. Quatro anos depois, optou pelo Sporting CP em vez do SL Benfica. Embora nunca tenha jogado pela equipa principal dos Leões, representou o SC Lourinhanense e a equipa de reservas na terceira divisão.
Em 2001, Matos foi emprestado ao SC Campomaiorense, que competia no segundo escalão, para a sua primeira experiência profissional, marcando também a última temporada do clube nesse escalão. Posteriormente, transferiu-se para o Vitória FC, onde fez a sua estreia na Primeira Liga na época 2002–03, apesar do clube ter sido despromovido nesse ano. Na temporada seguinte, integrou a equipa do FC Felgueiras, que enfrentava dificuldades financeiras, e passou cinco meses sem receber remuneração.
Depois de passagens pelo SC Olhanense e pelo SC Beira-Mar - este último despromovido da primeira divisão em 2006-07 - Matos teve a sua única experiência no estrangeiro em fevereiro de 2008, ao representar o FC Rapid București na Liga I da Roménia. Em 15 de agosto, regressou à segunda divisão do seu país para representar o Portimonense SC, assinando um contrato de dois anos.
Matos jogou quatro temporadas no CD Aves, novamente na segunda divisão, e uma no Sport Benfica e Castelo Branco da terceira divisão, além de uma passagem pelo UD Vilafranquense na primeira liga distrital da Associação de Futebol de Lisboa, antes de se aposentar em 2016.

## Carreira de treinador
Matos colaborou com Filipe Coelho no Leixões SC e no Vilafranquense, e assumiu o cargo de treinador deste último clube na terceira divisão em dezembro de 2017, após a saída de seu mentor para o exterior. Estreou-se a 10 de dezembro com uma vitória fora de casa por 2-0 sobre o GS Loures e terminou a temporada como vice-campeão, ficando atrás do CD Mafra antes de ser eliminado nas meias-finais do play-off pelo SC Farense (com um agregado de 4-1).
Em 6 de março de 2019, Matos foi substituído no cargo por Filipe Moreira. Três meses depois, assumiu o cargo de treinador do FC Alverca, clube vizinho, na mesma liga. No dia 17 de outubro, conduziu-os a uma vitória em casa por 2-0 sobre o Sporting na terceira eliminatória da Taça de Portugal, sendo apenas a segunda vez que o Sporting foi eliminado por um clube da terceira divisão. Acabou por sair por consentimento mútuo em 27 de dezembro.

### Santa Clara
Entre 2020 e 2023, Matos desempenhou o papel de treinador adjunto no Casa Pia AC. Em 20 de junho de 2023, deixou esta função no agora clube lisboeta da primeira divisão para assumir o comando do CD Santa Clara, na Segunda Liga.
Vasco Matos levou o Santa Clara à conquista do título de campeão da Segunda Liga  , garantindo assim a promoção à Primeira Liga com o recorde de pontos do clube nesta divisão (73 pontos) . Além disso, o clube açoriano tornou-se no primeiro a terminar o campeonato sem derrotas fora de casa, registando ainda a melhor defesa da Europa entre o Top-10 Ligas europeias, com apenas 19 golos sofridos em 34 partidas.
A prestação defensiva na do Santa Clara época 23/24 foi também reconhecida pelo prestigiado Diario AS, em Espanha.  Na época seguinte (2024/25) Vasco Matos protagonizou o melhor arranque de sempre do Santa Clara na Primeira Liga, após vencer três dos primeiros quatro jogos. 
Em dezembro de 2024, a época de Vasco Matos no Santa Clara foi destacada no jornal espanhol "Sport", após os "Açoreanos" vencerem em casa do Sporting para o campeonato, pela primeira vez na história do clube, e continuarem assim a sua jornada de sucesso na 1ª Liga.  Na 21ª jornada, o Santa Clara bateu Recorde o seu recorde de vitórias na 1ª Liga à 21ª jornada (13 vitórias), ainda a faltar 13 jogos para o final do campeonato.
Na época mais marcante da sua história, o Santa Clara alcançou um conjunto de feitos inéditos. Somou um recorde de 57 pontos na I Liga, garantindo o 5.º lugar — a melhor classificação de sempre do clube na principal divisão do futebol português. Este desempenho valeu também a qualificação para a UEFA Conference League e para a Taça da Liga 2025/26. 
Foi também batido o recorde de vitórias do clube na Primeira Liga. Defensivamente, o Santa Clara destacou-se com a época menos batida da sua história na I Liga, sofrendo apenas 32 golos. 
Com estes resultados, o Santa Clara tornou-se na equipa recém-promovida à I Liga com a maior pontuação de sempre (57 pontos). Além disso, o plantel foi o que mais valorizou em Portugal no ano de 2024. A nível individual, o Vasco Matos tornou-se o mais vitorioso da história do clube, com um total de 42 triunfos. 

## Títulos
Santa Clara
- Segunda Liga: 2023–24